# Кароси, Иоганн Филипп
Иоганн Филипп Кароси (Иоганн Филипп фон Карози; нем. Johann Philippe von Carosi; 1744—1801) — польский минералог и горный инженер итальянского происхождения,
иностранный член-корреспондент Императорской академии наук и художеств в Санкт-Петербурге (1786).

## Биография
Родился 1 июля 1744 года в Риме.
Приехал в Польшу во время правления Станислава Августа Понятовского и стал директором Королевского кабинета натуральной истории в Варшаве.

Титульный лист Reisen durch verschiedene polnische Provinzen, mineralischen und andern Inhalts

В 1777 году в своей работе «Essai d’une Lithographie de Mloс´in» Кароси дал топографическое описание отложений близ Млоцины, к северо-востоку от Варшавы (ныне район Варашавы). В 1778—1780 годах он находился на службе у польского короля в качестве инспектора и директора-распорядителя шахт. Путешествовал по Польше, изучая состояние горной промышленности, осматривая шахты и карьеры по добыче полезных ископаемых, а также продукты их производства. В 1779 году в Лейпциге была издана работа «Beitra¨ge zur Naturgeschichte der Niederlausitz, inbesondere aber des Mineralreichs derselben», в которой Кароси обобщил результаты изучения минеральных ресурсов Западной Польши. В 1781 и 1784 годах вышла его двухтомная работа «Reisen durch verschiedene polnische Provinzen, mineralischen und andern Inhalts», также опубликованная в Лейпциге.
Во время путешествий по Польше Кароси собрал коллекцию минералов, окаменелостей и руд. Одной из главных целей его исследований был поиск новых
источников добычи соли, так как известное соляное месторождение Величка при разделе территории Польши в 1772 году отошло к Австрии, и соль в Польше резко подорожала. В результате поисков Иоганн Кароси получил ценные данные о месторождениях других полезных ископаемых — меди, железа, графита, но нового месторождение соли не нашёл. Одновременно в местечке Буско-Здруе (в 80 км к северо-востоку от Кракова) он обнаружил минеральные воды с очень высоким содержанием, впервые описал их в 1781 году, указав, что они могут служить источником для получения соли. В настоящее время здесь построены санатории. В 1783 году в Вене вышла работа «Sur la ge´ne´ration du silex et du quarz en partie. Observations faites en Pologne», в которой Кароси высказал соображения об образовании кремней и кварца на основе наблюдений, сделанных им в Польше.
Иоганн Филипп Кароси взаимодействовал с российской Императорской академией наук и художеств, отсылал в её адрес посылки с минералами для российских учёных-геологов. По представлению Е. Р. Дашковой 5 июня 1786 года Кароси был избран членом-корреспондентом Императорской академии.
Умер 1 августа 1801 года в Польше, похоронен близ Кракова. По другим данным умер от холеры в 1799 году и похоронен в местечке Водяны недалеко от Кракова, где в местном парке сохранилось его каменное надгробие.
В 1976 году в Польше были опубликованы обнаруженные в архивах письма Иоганна Карози в российскую Императорскую академию наук.